# Filice (gmina)
Filice (od 1973 Uzdowo) – dawna gmina wiejska istniejąca w latach 1934–1954 w woj. pomorskim/warszawskim/olsztyńskim (dzisiejsze woj. warmińsko-mazurskie). Przed wojną siedzibą władz gminy były Filice, a po wojnie Burkat.
Gmina zbiorowa Filice została utworzona w ramach reformy na podstawie ustawy scaleniowej 1 sierpnia 1934 roku w powiecie działdowskim w woj. pomorskim z dotychczasowych jednostkowych gmin wiejskich: Burka(t), Filice, Klęczkowo (główna część), Komorniki, Krasnołąka, Niestoja, Skurpie, Szenkowo, Wielka Turza, Wilamowo i Uzdowo oraz z obszarów dworskich położonych na tych terenach lecz nie wchodzących w skład gmin. 1 kwietnia 1938 gmina Filice wraz z całym powiatem działdowskim została przyłączona do woj. warszawskiego.
Po wojnie gmina zachowała przynależność administracyjną. 6 lipca 1950 roku gmina Filice wraz z powiatem działdowskim jeszcze raz zmieniła województwo, tym razem przyłączono ją do woj. olsztyńskiego. Według stanu z dnia 1 lipca 1952 roku gmina składała się z 12 gromad: Burkat, Filice, Klęczkowo, Komorniki, Kramarzewo, Krasnołąka, Niestoja, Sękowo, Skurpie, Turza Wielka, Uzdowo i Wilamowo. Gmina została zniesiona 29 września 1954 roku wraz z reformą wprowadzającą gromady w miejsce gmin. Jednostki nie przywrócono 1 stycznia 1973 roku po reaktywowaniu gmin, utworzono natomiast jej terytorialny odpowiednik, gminę Uzdowo.